# Petr Zvoníček
Petr Zvoníček (* 14. června 1946, Písek) je český dramaturg, recenzent a publicista.

## Život
Maturoval na Gymnáziu Jana Keplera v Praze. Jeho sestrou je moderátorka Jana Klusáková, za svobodna Zvoníčková.
Pracoval ve studiu Krátkého filmu, později působil jako novinář v tiskovém oddělení Ústřední půjčovny filmů.
Pro časopis Melodie napsal články představující některé z osobností světového jazzu, jako Chet Baker, Larry Coryell, Jim Hall a další, jeho projektem byl pořad Hudba bez hranic ve vysílání Českého rozhlasu na stanici Vltava. Publikoval v Lidových novinách, v časopisech Týden, Kino, Film a doba a v mnoha dalších.
Knižně zpracoval filmografie Lino Ventury, Steva McQueena a Paula Newmana. Spolupracoval na filmech Cesta pustým lesem a Lesní chodci režiséra Ivana Vojnára.
Po Sametové revoluci v roce 1989 nastoupil jako dramaturg do České televize.

### Tvůrčí skupina Petra Zvoníčka
Tvůrčí skupina Petra Zvoníčka je podepsána pod dramaturgií mnoha zahraničních dokumentů a hudebních pořadů. Pro představu rozsahu a obsahu – ročenka ČT za rok 1997 uvádí tyto: Kompletní dílo oceánografa a ekologa Jeana-Yvese Cousteaua, desetidílný australský cyklus Lovec krokodýlů, britský přírodopisný seriál Přežívající svět, devítidílný cyklus Cosa Nostra: Mafie v Americe, dvoudílný projekt Lodžské ghetto, celovečerní dokument Život Adolfa Hitlera, dvoudílný dokument BBC Solženicyn: Návrat domů, snímky Legie zatracených, 50 let mlčení, Ruská tajemství, Ďáblova dílna, Mezinárodní Gulag, Válka gangů, Odkaz Matky Terezy, seriál Století válek, pětadvacetidílný cyklus Leonard Bernstein o hudbě, desetidílný cyklus Evropská moderní architektura, cykly Velké epochy evropského umění a Antologie českého umění videa, dokument John Cage a Merce Cunningham, seriály Národní galerie ve Washingtonu a Hollywoodská kronika, šestidílné Velké kapitoly italského umění, seriál Desetkrát o Oscarech, dvoudílné dokumenty Neznámí bratři Marxovi a Samuel Beckett, portréty Elizabeth Taylorové, George Lucase, Federica Felliniho, Marlene Dietrichové, Laurence Oliviera, Alberta Einsteina, Andrzeje Wajdy, Josefa Von Sternberga, Roberta Bressona, Marlona Branda, Krzysztofa Kieslowského, Nory Ephronové, Arnolda Schwarzeneggera, Roberta Redforda, Orsona Wellese, Jeanne Moreauové, Jeana Cocteaua, Michele Morganové, Michela Simona, George Gershwina, Petera Greenawaye, Edwarda Griega, George Shearinga, Alberta Finneyho, cyklus světových filmových skladatelů, dvoudílný projekt Bitva o Občana Kanea, dokument Mr. Bean a dlouhometrážní portrét Quincy Jones.
Zásadní bylo jeho setkání a spolupráce s Karlem Velebným, legendou českého jazzu a spoluzakladatelem Divadla Járy Cimrmana. Spolu s ním se podílel na činnosti pražského jazzového klubu Parnas v prostorách dnešní kavárny Slavia.